# Wiesenttal
Wiesenttal là một đô thị thuộc huyện Forchheim trong bang Bayern nước Đức. Đô thị Wiesenttal có diện tích 45,9 km², dân số thời điểm 31 tháng 12 năm 2006 là 2537 người.